# Stridsvagn m/31

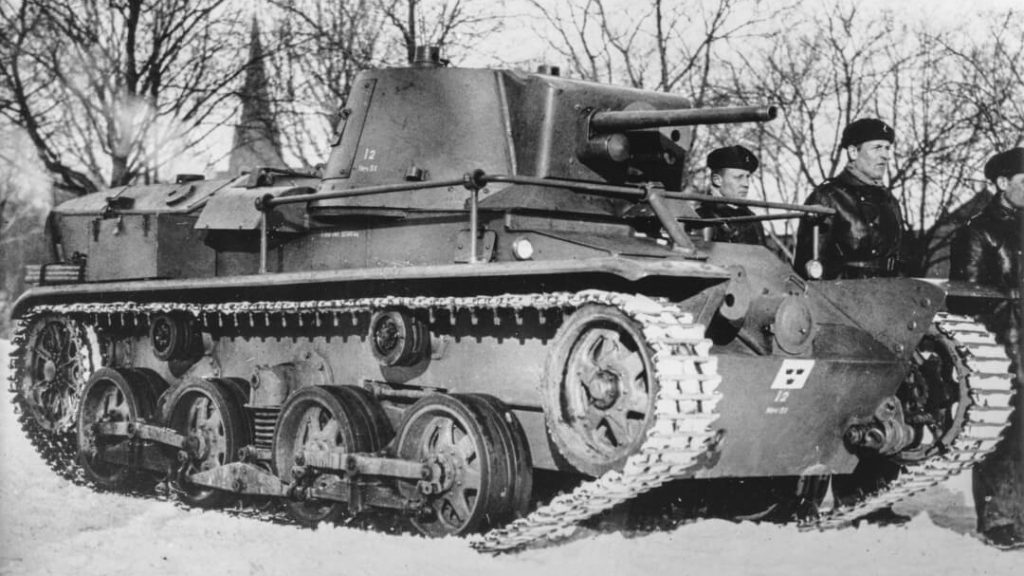
Švédský tank Strv m/31

Stridsvagn m/31 (Strv m/31) byl švédský lehký tank postavený na začátku 30. let minulého století.

## Vývoj
Poprvé byl tento tank navržen Německým konstruktérem Josephem Vollmerem v roce 1920. V Německu byl vývoj tanků a obrněných vozidel zakázán, a tak začal vývoj potají ve Švédsku. Zde v roce 1932 vznikl prototyp L-30, jenž měl pouze kola, na která se nedaly dát pásy. Brzy na to vznikla i plně pásová varianta L-10. Švédi ho přijali do služby pod označením Strv m/31. Tank se nikdy nedostal do žádného konfliktu a ve Švédsku sloužil pouze jako cvičný tank.

## Technické údaje:
- rychlost: 40 km/h na silnici
- dosah: 201 km v terénu
- motor: MAYBACH DSO 8
- výkon: 150 hp
- délka: 5,2 m
- šířka: 2 m
- výška: 2,22 m
- hmotnost: 11,5 t
- pancéřování: 8-24 mm
- osádka: 4
- hlavní výzbroj: Bofors ráže 37 mm
- sekundární výzbroj: Ksp m14-29 ráže 6,5 mm